# Comune di Nanortalik

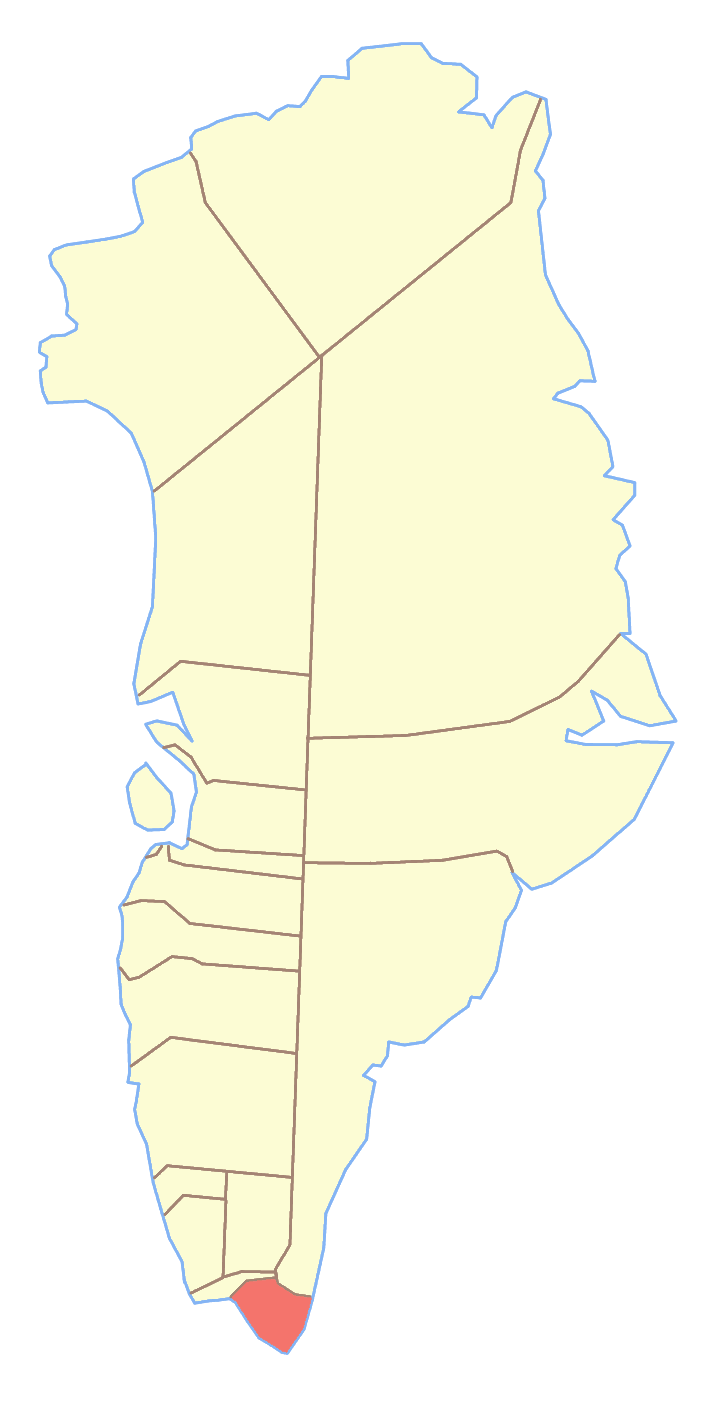
Il comune di Nanortalik nell'ambito della vecchia suddivisione

Il Comune di Nanortalik (groenlandese: Nanortalip Kommunia; danese: Nanortalik Kommune) fu un comune della Groenlandia dal 1950 al 2008. La sua superficie era di 18.000 km² e la sua popolazione era di 2.389 abitanti (1º gennaio 2005); si trovava nella contea di Kitaa (Groenlandia Occidentale) e il suo capoluogo era Nanortalik.
Il comune fu istituito il 18 novembre 1950, e cessò di esistere il 1º gennaio 2009 dopo la riforma che rivoluzionò il sistema di suddivisione interna della Groenlandia; il comune si fuse insieme ad altri due (Qaqortoq e Narsaq) a formare l'attuale comune di Kujalleq.
Oltre al capoluogo, altri villaggi si trovavano all'interno di questo comune: Aappilattoq, Akuliaruseq, Alluitsoq, Alluitsup Paa, Ammassivik, Nalasut, Narsarmijit, Nuugaarsuk, Qallimiut, Qorlortorsuaq, Saputit e Tasiusaq.